# Carlos Simón Server
Carlos Luis Simón Server, más conocido como Carlos Simón nacido en (Enguera, Valencia, España, el 12 de diciembre de 1955), es un entrenador de fútbol español que actualmente entrena al Club Deportivo Denia. 

## Trayectoria
Ha estado al frente de equipos como el Valencia Club de Fútbol Mestalla (durante cuatro temporadas), Unión Deportiva Alzira, Oliva, Villarreal Club de Fútbol (tres temporadas), Levante Unión Deportiva (ascenso a 2ª División), Racing de Ferrol, Real Murcia, Club Deportivo Castellón (dos temporadas), Benidorm Club Deportivo, Eldense, Peña Deportiva Santa Eulalia (dos temporadas) y Unión Deportiva Ibiza para regresar a volver a entrenar a Valencia. 
En el año 2007 no entrenó y obtuvo la licencia como representante consiguiendo la mayor puntuación de todos los aspirantes. En 2008, después de dirigir al Levante Unión Deportiva B para la temporada 2008-2009 firmaría con el Club Deportivo Denia.